# Puya robin-fosteri
Puya robin-fosteri là một loài thực vật có hoa trong họ Bromeliaceae. Loài này được G.S.Varad. & H.E.Luther miêu tả khoa học đầu tiên năm 1995.